# Municipio Santiago de Machaca
Das Municipio Santiago de Machaca liegt im Departamento La Paz im südamerikanischen Anden-Staat Bolivien.

## Lage im Nahraum
Das Municipio Santiago de Machaca ist eines von zwei Municipios der Provinz José Manuel Pando und liegt im östlichen Teil der Provinz. Es grenzt im Westen an die Republik Peru und an das Municipio Catacora, im Süden und Südosten an die Provinz Pacajes und im Norden an die Provinz Ingavi.
Das Municipio hat 111 Ortschaften (localidades), der zentrale Ort des Municipios ist Santiago de Machaca mit 9 Einwohnern im nordwestlichen Teil des Municipios, die einzige nennenswerte größere Ortschaft ist Alto Alianza mit 448 Einwohnern (Volkszählung 2012).

## Geographie
Das Municipio Santiago de Machaca liegt auf einer mittleren Höhe von 3900 m südwestlich des Titicacasees auf dem bolivianischen Altiplano zwischen den Anden-Gebirgsketten der Cordillera Occidental im Westen und der Cordillera Central im Osten.
Die mittlere Jahrestemperatur der Region liegt bei 8 °C, der Jahresniederschlag beträgt 500 bis 600 mm (siehe Klimadiagramm El Alto). Die Region weist ein ausgeprägtes Tageszeitenklima auf, die Monatsdurchschnittstemperaturen schwanken nur unwesentlich zwischen 7 °C im Juli und 11 °C im Dezember. Die Monatsniederschläge liegen zwischen unter 10 mm in den Monaten Juni und Juli und nahe 100 mm von Dezember bis Februar.

## Bevölkerung
Die Einwohnerzahl des Municipios Santiago de Machaca ist zwischen 1992 und 2024 um fast drei Viertel angestiegen:
| Jahr | Einwohner | Quelle       |
| ---- | --------- | ------------ |
| 1992 | 3735      | Volkszählung |
| 2001 | 4402      | Volkszählung |
| 2012 | 4593      | Volkszählung |
| 2024 | 6766      | Volkszählung |

Die Lebenserwartung der Neugeborenen lag im Jahr 2001 bei 64,6 Jahren, die Säuglingssterblichkeit ist von 7,9 Prozent (1992) auf 5,3 Prozent im Jahr 2001 gesunken.
Der Alphabetisierungsgrad bei den über 19-Jährigen beträgt 87,9 Prozent, und zwar 97,0 Prozent bei Männern und 79,0 Prozent bei Frauen (2001).
79,3 Prozent der Bevölkerung sprechen Spanisch, 89,5 Prozent sprechen Aymara, und 0,3 Prozent Quechua. (2001)
90,1 Prozent der Bevölkerung haben keinen Zugang zu Elektrizität, 49,4 Prozent leben ohne sanitäre Einrichtung (2001).
72,9 Prozent der insgesamt 1.608 Haushalte besitzen ein Radio, 2,3 Prozent einen Fernseher, 50,5 Prozent ein Fahrrad, 1,4 Prozent ein Motorrad, 1,3 Prozent ein Auto, 0,4 Prozent einen Kühlschrank und 0,1 Prozent ein Telefon. (2001)

## Politik
Ergebnis der Regionalwahlen (concejales del municipio) vom 4. April 2010:
| Wahl- berechtigte |  | Wahl- beteiligung | gültige Stimmen |  | MAS-IPSP | MSM    | M.T.L. | UN     |
| ----------------- |  | ----------------- | --------------- |  | -------- | ------ | ------ | ------ |
| 1.858             |  | 1.677             | 1.131           |  | 532      | 244    | 233    | 122    |
|                   |  | 90,3 %            | 67,4 %          |  | 47,0 %   | 21,6 % | 20,6 % | 10,8 % |

Ergebnis der Regionalwahlen (elecciones de autoridades políticas) vom 7. März 2021:
| Wahl- berechtigte |  | Wahl- beteiligung | gültige Stimmen |  | MAS-IPSP | J.A.LLALLA.L.P. | MTS    | PDC    | PBCSP  | SOL.BO |
| ----------------- |  | ----------------- | --------------- |  | -------- | --------------- | ------ | ------ | ------ | ------ |
| 2.026             |  | 1.710             | 1.435           |  | 810      | 467             | 45     | 36     | 23     | 14     |
|                   |  | 84,40 %           | 83,92 %         |  | 56,45 %  | 32,54 %         | 3,14 % | 2,51 % | 1,60 % | 0,98 % |

## Gliederung
Das Municipio untergliederte sich bei der letzten Volkszählung von 2012 in die folgenden sechs Kantone (cantones):
- 02-1901-01 Kanton Santiago de Machaca 65 Ortschaften – 3.005 Einwohner (2001: 2.666 Einwohner)
- 02-1901-02 Kanton Bautista Saavedra 10 Ortschaften – 253 Einwohner (2001: 168 Einwohner)
- 02-1901-03 Kanton Berenguela 13 Ortschaften – 187 Einwohner (2001: 602 Einwohner)
- 02-1901-04 Kanton Exaltación 10 Ortschaften – 299 Einwohner (2001: 478 Einwohner)
- 02-1901-05 Kanton General José Ballivian 9 Ortschaften – 411 Einwohner (2001: 358 Einwohner)
- 02-1901-06 Kanton Santiago de Huari Pujio 4 Ortschaften – 345 Einwohner (2001: 130 Einwohner)

## Ortschaften im Municipio Santiago de Machaca
- Kanton Santiago de Machaca
  - Santiago de Machaca 467 Einw. (2012) – Alto Alianza 448 Einw. (2012)

- Kanton Berenguela
  - Berenguela 95 Einw. (2001)